# Stemloze labiovelaire approximant
De stemloze labiovelaire approximant (traditioneel ook wel stemloze labiovelaire fricatief genoemd) is een medeklinker die in het Internationaal Fonetisch Alfabet wordt aangeduid met ʍ, en in X-SAMPA met W.
Dubbel gearticuleerde fricatieven zijn zeer lastig uit te spreken, en komen voor zover bekend in geen enkele taal voor. [ʍ] wordt dan ook vooral om historische redenen een "fricatief" genoemd, maar zeker in het Engels is de klank in werkelijkheid een approximant. 

## Kenmerken
- De manier van articulatie is approximant, wat inhoudt dat de klank wordt gevormd door een articulator dicht bij een andere te brengen, maar zonder dat het spraakkanaal zodanig wordt vernauwd dat er een turbulente luchtstroom ontstaat.
- Het articulatiepunt is gelabialiseerd velaar, wat wil zeggen dat de klank wordt gearticuleerd met de achterkant van de tong tegen het zachte verhemelte, en met de lippen gerond.
- Het type articulatie is stemloos, wat betekent dat de stembanden niet meetrillen bij het vormen van de klank.
- Het is een orale medeklinker, wat inhoudt dat lucht door de mond kan ontsnappen.
- Het is een centrale medeklinker, wat inhoudt dat de klank wordt geproduceerd door de luchtstroom over het midden van de tong te laten stromen in plaats van langs de zijkanten.
- Het luchtstroommechanisme is pulmonisch-egressief, wat wil zeggen dat lucht uit de longen gestuwd wordt, in plaats van uit de glottis of de mond.

Deze pagina bevat fonetische informatie in het IPA, die in sommige browsers mogelijk niet correct wordt weergegeven.
Waar symbolen in paren voorkomen, vertegenwoordigt het rechter teken een stemhebbende medeklinker. Gearceerde gebieden bevatten medeklinkers die worden beschouwd als onuitspreekbaar.
Zie ook: IPA, Klinkers